# 塞爾維亞社會民主黨
塞尔维亚社会民主党是塞尔维亚的一个中間偏左政党。塞尔维亚社会民主党奉行社會民主主義，自2009年成立起一直由拉西姆·利亚伊奇领导。

## 歷史
塞尔维亚社会民主党於2009年10月5日由长期擔任桑扎克民主党领导人的拉西姆·利亚伊奇成立，而利亚伊奇自塞尔维亚社会民主党成立以来一直担任其党主席。塞尔维亚社会民主党於2013年末与桑扎克民主党结成政治联盟，利亚伊奇亦被选为塞尔维亚社会民主党—桑扎克民主党联盟的首任主席。塞尔维亚社会民主党在2012年的國會選舉中加入由民主党领导的“选择更美好的生活”选举联盟，但在选举後改為与塞尔维亚前进党结盟，並在此後的每一次選舉中均經由塞尔维亚前进党的比例代表名單参选。

## 意識形態
塞尔维亚社会民主党是一个中間偏左政党，奉行社会民主主义。利亚伊奇於2023年将塞尔维亚社会民主党描述为反法西斯、反民粹主義与支持团结主义的政党。

## 組織
塞尔维亚社会民主党的总部位於贝尔格莱德德钱斯卡街1/III號。根據新聞報導，塞尔维亚社会民主党於2015年共有44,658名党员，於2020年則共有48,623名党员。

### 國際合作
塞尔维亚社会民主党於2018年6月成为社會黨國際的观察员。

## 選舉結果

### 國會選舉
| 選舉年 | 領導人          | 得票      | %      | 排名    | 席次     | 席次增減 | 選舉聯盟                      | 結果     | 參考資料 |
| ------ | --------------- | --------- | ------ | ------- | -------- | -------- | ----------------------------- | -------- | -------- |
| 2012   | 拉西姆·利亚伊奇 | 863,294   | 23.09% | ▲ 第2名 | 9 / 250  | ▲ 5      | 选择更美好的生活              | 聯合政府 | [ 9 ]    |
| 2014   | 拉西姆·利亚伊奇 | 1,736,920 | 49.96% | ▲ 第1名 | 10 / 250 | ▲ 1      | 塞尔维亚前进党 領導的選舉聯盟 | 聯合政府 | [ 10 ]   |
| 2016   | 拉西姆·利亚伊奇 | 1,823,147 | 49.71% | ━ 第1名 | 10 / 250 | ━ 0      | 塞尔维亚前进党 領導的選舉聯盟 | 聯合政府 | [ 11 ]   |
| 2020   | 拉西姆·利亚伊奇 | 1,953,998 | 63.02% | ━ 第1名 | 8 / 250  | ▼ 2      | 塞尔维亚前进党 領導的選舉聯盟 | 聯合政府 | [ 12 ]   |
| 2022   | 拉西姆·利亚伊奇 | 1,635,101 | 44.27% | ━ 第1名 | 7 / 250  | ▼ 1      | 塞尔维亚前进党 領導的選舉聯盟 | 聯合政府 | [ 13 ]   |
| 2023   | 拉西姆·利亚伊奇 | 1,783,701 | 48.07% | ━ 第1名 | 6 / 250  | ▼ 1      | 塞尔维亚前进党 領導的選舉聯盟 | 聯合政府 | [ 14 ]   |

### 總統選舉
| 選舉年 | 候選人          | 首輪投票 | 首輪投票  | %      | 次輪投票 | 次輪投票  | %      | 註釋       | 參考資料 |
| ------ | --------------- | -------- | --------- | ------ | -------- | --------- | ------ | ---------- | -------- |
| 2012   | 鲍里斯·塔迪奇   | 第1名    | 989,454   | 26.50% | 第2名    | 1,481,952 | 48.84% | 支持塔迪奇 | [ 9 ]    |
| 2017   | 亞歷山大·武契奇 | 第1名    | 2,012,788 | 56.01% | 不適用   | 不適用    | 不適用 | 支持武契奇 | [ 15 ]   |
| 2022   | 亞歷山大·武契奇 | 第1名    | 2,224,914 | 60.01% | 不適用   | 不適用    | 不適用 | 支持武契奇 | [ 16 ]   |

## 外部連結
- 官方网站